# 最急行
最急行（さいきゅうこう）とは、かつて日本の鉄道に存在した列車種別の一つ。現在の特急（特別急行）という種別が生まれる前、ほぼそれと同じ意味で使用されていた。類似する種別に最大急行がある。

## 山陽鉄道
1899年4月1日私鉄の山陽鉄道が神戸駅（または官営鉄道の京都・大阪） - 三田尻駅間に設定した急行列車4往復のうち、神戸午後0時40分発の307列車を「最急行」と名づけたのが初とされている。また、1901年（明治34年）5月27日に神戸駅 - 馬関駅(現下関駅)間の路線（後の山陽本線）を開業させた際には、4往復設定された急行列車のうち、官営鉄道に乗り入れ京都駅 - 馬関駅間を昼行で走る303・316列車にも「最急行」と名付けている。
他の急行列車が15時間半 - 16時間程度で神戸駅 - 馬関駅間を結ぶ中、この最急行は下りの303列車が12時間25分、316列車が12時間41分で結び、303列車の表定速度は40.1km/hと、当時としては驚異的なものとなっていた。山陽鉄道は瀬戸内海航路との競争を強いられており、その流れで日本初となる急行列車・食堂車・寝台車の設定を行うなど、サービス面で先進する面が多かったが、この最急行もその一環として設定されたものと見られている。なお、この当時は優等列車といっても現在の急行券に当たる特別料金は徴収しておらず、現世の快速列車のように純粋な速達サービスを図るのが設定の目的となっていた。
1905年（明治36年）1月20日には最急行をさらに発展させた「最大急行」が登場した。日露戦争勃発に伴い1904年（明治37年）には急行運用が一時廃止されるが、1906年（明治39年）4月16日に復活している。その後の消滅時期は不明である。

## 官設鉄道（国鉄）

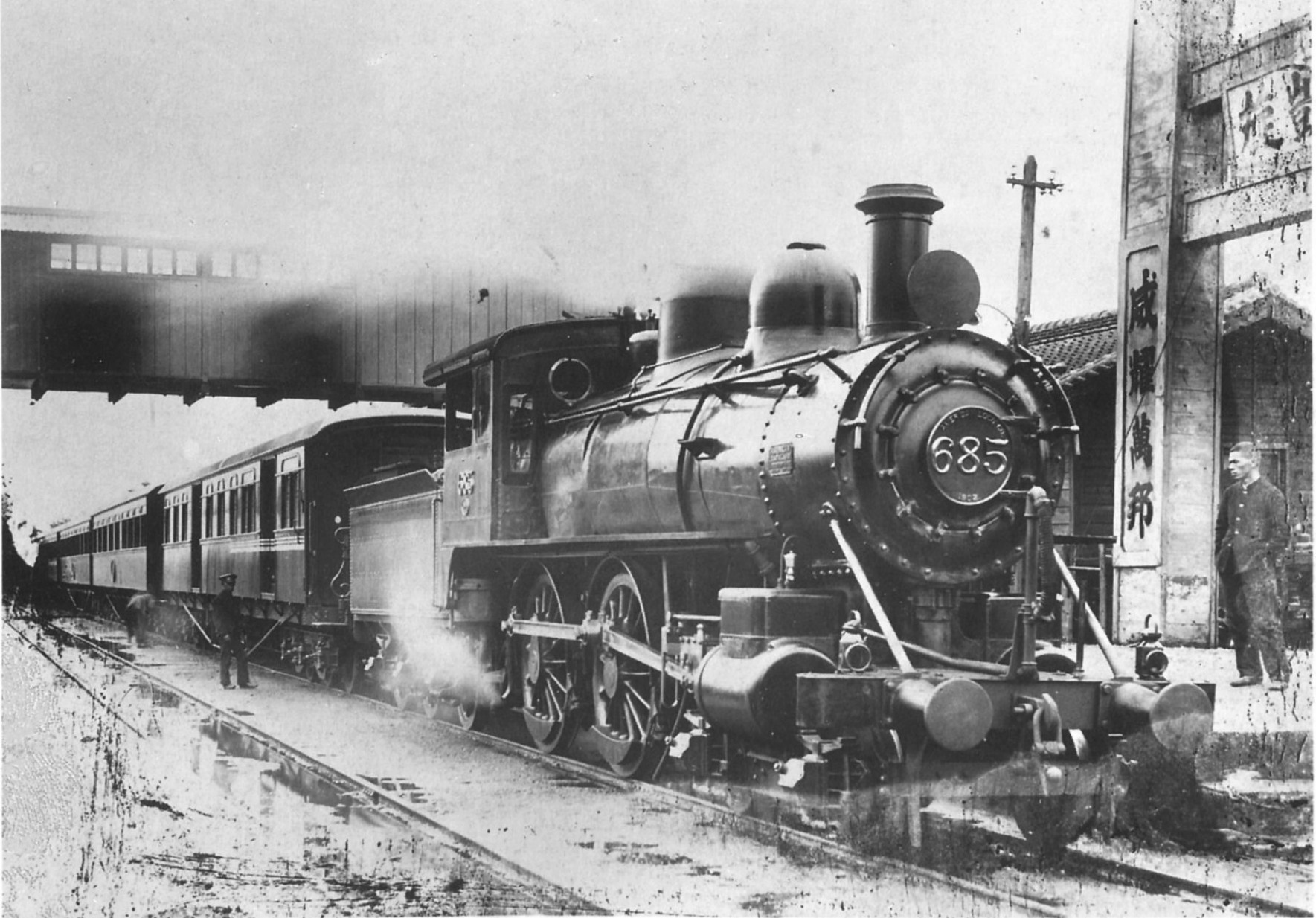
685(後の6425)
最急行に使用された6400形

官設鉄道では、1905年（明治38年）12月27日に初代新橋駅 - 初代横浜駅間を結ぶ速達列車を「最急行」と名づけたのが初とされている。この区間では、1882年（明治15年）より途中品川駅と神奈川駅のみに停車する速達列車が設定されるなどしていたが、最急行はノンストップによる運行で、全線を27分で走破した。
そして1906年（明治39年）4月16日には、長距離となる新橋駅 - 神戸駅間にも「最急行」を名乗る列車を設定した。これは運賃以外に急行料金を徴収する、日本初の列車ともなった。明治42年5月の時刻表によれば、下り1列車新橋発8:00 神戸着21:20、上り2列車神戸発7:40 新橋着21:00であった。当時最新鋭のD12形蒸気機関車（後の国鉄6400形蒸気機関車）を使用し、編成は客車4両であった。このときに増備された客車は20 m級3軸ボギー車で一・二等合造車（特別室付）オニ42 - 44、2等食堂合造車オシ7 - 9、2等緩急車オブロ1 - 4、郵便・手荷物緩急車オユブ7 - 10の計13両であった。さらに山陽鉄道の国有化後、1912年（明治45年）6月15日から運転区間を下関駅まで延長し、日本初の特別急行列車となった。

## 京阪電気鉄道
京阪電気鉄道は1914年（大正3年）5月15日から、現在の京阪本線において軌道法準拠の路線では日本初となる急行電車（天満橋駅 - 五条駅間無停車）を日1本運行していたが、1916年（大正5年）4月1日に主要駅停車の「急行」を24分間隔運転で追加設定した際、従来の急行を「最急行」と改称した。しかし同年8月1日には、全ての急行を主要駅停車とすることになったため、「最急行」は廃止された。

## 九州鉄道
現在の鹿児島本線・長崎本線などに当たる路線を運営していた九州鉄道は、鉄道国有法に基づき同社が国有化される直前の1906年（明治39年）5月10日に、門司駅 - 八代駅・長崎駅へ「最大急行」と称する速達列車を設定した。山陽鉄道のそれと同様、特別料金は不要であった。

## 架空
宮沢賢治は『岩手毎日新聞』1923年（大正12年）4月15日号に掲載した小説「氷河鼠の毛皮」の中で、イーハトヴからベーリング行の最大急行を登場させている。